# Úmluva o dálkovém znečišťování ovzduší přesahujícím hranice států

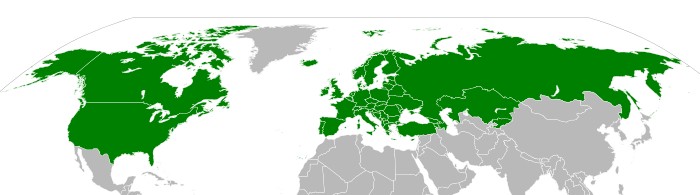
Mapa ukazující členské země úmluvy (červenec 2007)

Úmluva o dálkovém znečišťování ovzduší přesahujícím hranice států (Convention on Long-range Transboundary Air Pollution - LRTAP) je významným nástrojem k omezení přenosu látek znečišťujících ovzduší na velké vzdálenosti. Má rámcový charakter a vlastní omezování znečišťování ovzduší je prováděno na základě postupně přijímaných konkrétních protokolů, kterých bylo přijato osm.
Úmluva byla sjednána v rámci Evropské hospodářské komise Organizace spojených národů 13. listopadu 1979 v Ženevě a v současné době má 51 smluvních stran.

## Platnost v Česku
Pro Československo vstoupila úmluva v platnost 22. března 1984. Česká republika se smluvní stranou stala ode dne svého vzniku 1. ledna 1993, kdy převzala závazky Československa, a je smluvní stranou i všech osmi protokolů.

## Protokoly
Doposud byly k Úmluvě sjednány následující protokoly:
- Protokol o dlouhodobém financování Programu spolupráce při monitorování a vyhodnocování dálkového přenosu látek znečišťujících ovzduší v Evropě (EMEP) (Protocol on Long-term Financing of the Cooperative Programme for Monitoring and Evaluation of the Long-range Transmission of Air Pollutants in Europe). Byl sjednán v roce 1984, vstoupil v platnost 28. ledna 1988 a doposud má 42 smluvních stran.

- Protokol o snížení emisí síry přecházející hranice států nejméně o 30 % (Protocol on the Reduction of Sulphur Emissions or their Transboundary Fluxes by at least 30 per cent). Byl sjednán v roce 1985, vstoupil v platnost 2. září 1987 a má 24 smluvních stran.

- Protokol o snižování emisí oxidů dusíku nebo jejich toků přes hranice států (Protocol concerning the Control of Nitrogen Oxides or their Transboundary Fluxes). Byl sjednán v Sofii v roce 1988, vstoupil v platnost 14. února 1991 a má 33 smluvních stran.

- Protokol o snižování emisí těkavých organických látek (Protocol concerning the Control of Emissions of Volatile Organic Compounds or their Transboundary Fluxes). Přijat v roce 1991, vstoupil v platnost 29. září 1997 a má 24 smluvních stran.

- Protokol o dalším snížení emisí síry (Protocol on Further Reduction of Sulphur Emissions). Byl sjednán v Aarhusu v roce 1994, vstoupil v platnost 5. srpna 1998 a doposud má 42 smluvních stran.

- Protokol o těžkých kovech (Protocol on Heavy Metals). Přijat v roce 1998, vstoupil v platnost 29. prosince 2003 a má 29 smluvních stran. V rámci protokolu byly vypracovány metody modelování pohybu těžkých kovů (kadmium, olovo a rtuť)na velké vzdálenosti a jejich ukládání v půdě, vodě, sedimentech řek a moří atd. Tým expertů vytvořil metody k hodnocení tzv. kritické zátěže těžkými kovy pro zdraví lidí, ale i pro vodní a suchozemské ekosystémy, tedy množství těžkých kovů nepůsobící významné poškození lidského zdraví nebo přírody.[3]

- Protokol o persistentních organických polutantech (Protocol on Persistent Organic Pollutants (POPs)). Přijat v roce 1998, vstoupil v platnost 23. prosince 2003 a má 29 smluvních stran.

- Protokol k omezení acidifikace, eutrofizace a tvorby přízemního ozonu (Göteborský protokol) (Protocol to Abate Acidification, Eutrophication and Ground-level Ozone). Byl přijat 30. listopadu 1999, vstoupil v platnost 17. května 2005 a má 25 smluvních stran.